# Horní Mokropsy
Horní Mokropsy jsou východní částí obce Všenory v okrese Praha-západ. Leží v terasovitých nivách na pravém břehu Berounky v okrese Praha-západ. Nemají samostatné katastrální území; hranici se Všenorami historicky vyznačoval dosud stojící Všenorský dub u jižního konce ulice U Dubu. Na východě k Horním Mokropsům přiléhá chatová osada Montana, patřící rovněž ke Všenorům. Horní Mokropsy jsou statisticky vymezeny jako jedna ze dvou základních sídelních jednotek obce Všenory, hranice ZSJ však vede o více než 100 metrů východněji, než stojí Všenorský dub.

## Historie
První písemná zmínka o vsi Mokropsy je z roku 1088. Horní Mokropsy jsou od 20. 7. 1951 součástí obce Všenory, Dolní Mokropsy se nacházejí na opačném (levém) břehu Berounky a jsou součástí města Černošice.

## Známí rodáci a obyvatelé
V Horních Mokropsích se narodila Blanka Vikusová, česká herečka, jedna ze zakládajících členů Divadla S.K. Neumanna, dnes Divadla pod Palmovkou.
Květoslav Mašita, motocyklový závodník.
Ve třicátých letech dvacátého století v Horních Mokropsích pobývala Marina Cvetajevová, jedna z největších a nejoriginálnějších ruských básnířek 20. století, autorka filozofických a literárněhistorických studií, přítelkyně R. M. Rilka, Majakovského a Pasternaka.

## Doprava
Všenorami i Dolními Mokropsy prochází železniční trať 171, která na severovýchod od Horních Mokropes překračuje řeku Berounku po mokropeském železničním mostě do Dolních Mokropes. Pod mostem se nachází mokropeský jez. Přes část V Chaloupkách a přes náves protéká bezejmenný potok, který se u železniční trati ztrácí v kanalizaci. Podél železniční trati vede ulice U Silnice (silnice III/11511, která v Horních Mokropsích končí). Přes Všenory a Mokropsy prochází souběžně s železniční tratí celostátní cyklistická trasa č. 3 a žlutě značená pěší turistická trasa. Přes centrum Horních Mokropes je zeleně vyznačena pěší turistická trasa spojující Všenory a Jíloviště.

## Galerie

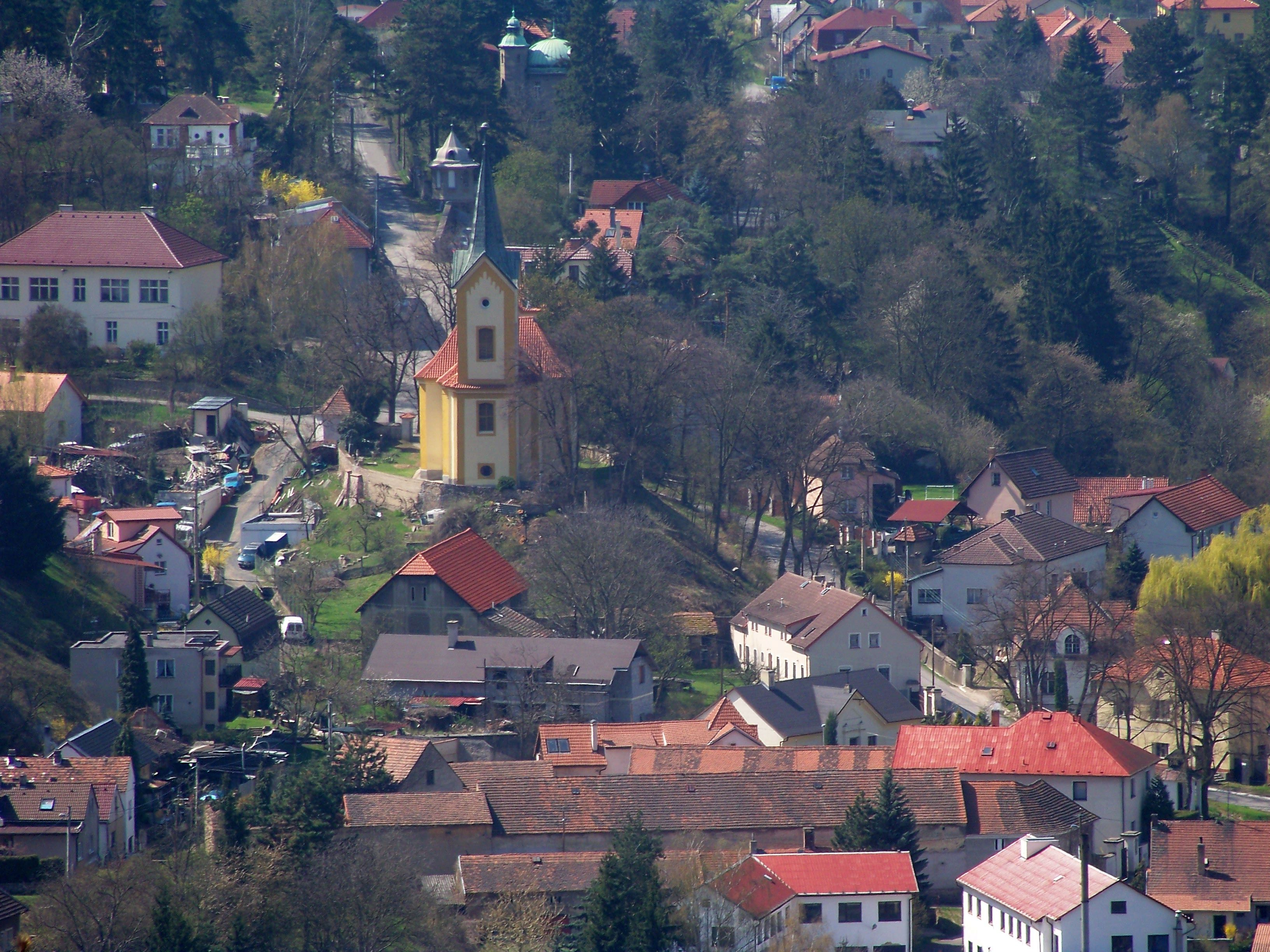
Kostel svatého Václava v Horních Mokropsech
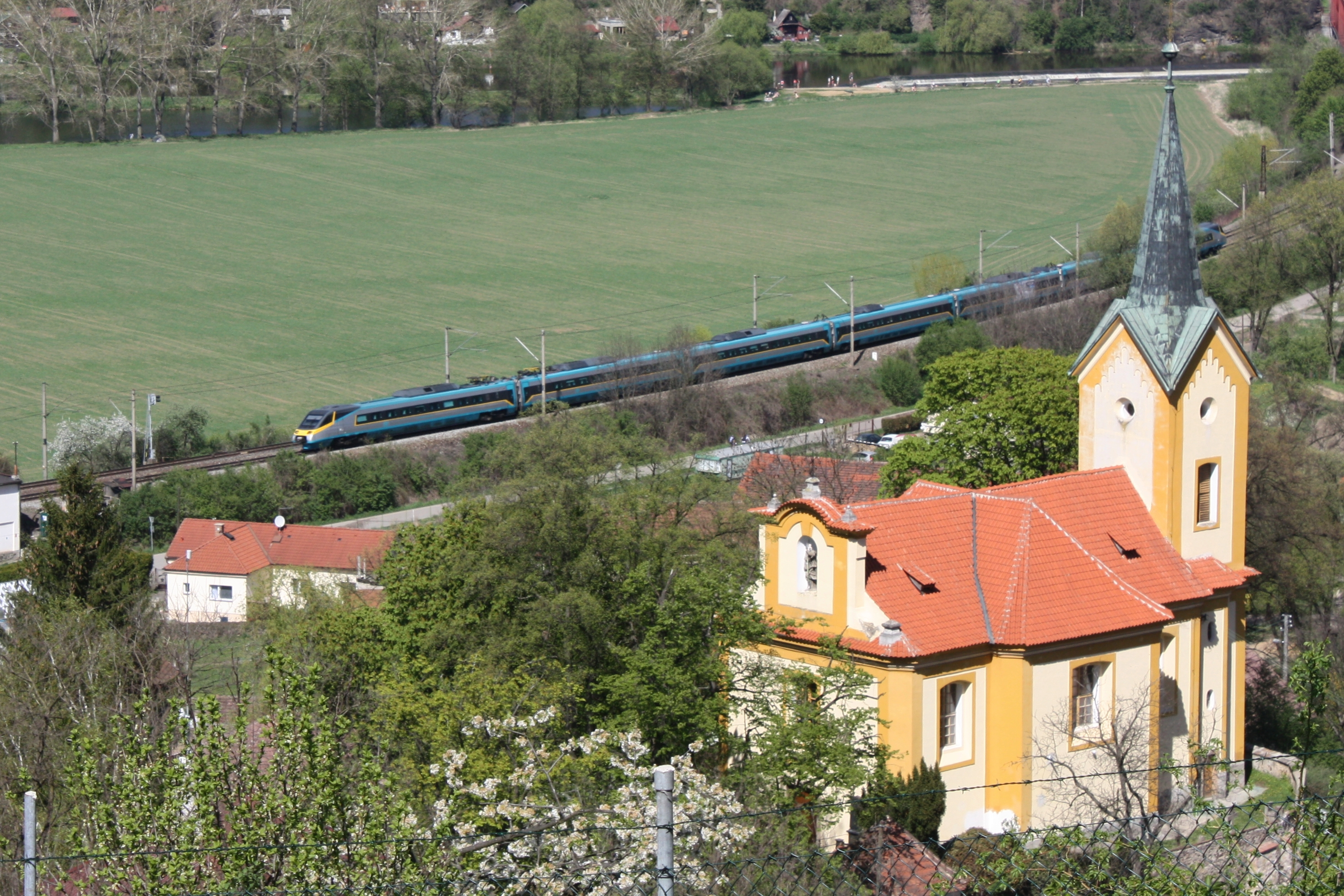
Výhled na kostel sv. Václava a železniční hradlo Horní Mokropsy, které právě minul spoj SC 511 Pendolino